# Москаленко, Ярослав Николаевич
Яросла́в Миха́йлович Москале́нко (род. 28 апреля 1975, Лютеж, Киевская область) — украинский политик, общественный деятель, меценат, народный депутат Украины, лидер парламентской фракции «Народная воля», председатель подкомитета по проблемам Чернобыля. Он основал и является почетным президентом Вышгородского районного спортивного общества ФК «Диназ» и благотворительного фонда «Источник надежды». Он также основал теннисный клуб Campa. Он является членом Исполнительного комитета Федерации футбола Украины и вице-президентом Федерации теннисного спорта Украины.

## Степени и награды
- В 1997 году Москаленко получил премию имени Островского в Киевском электромеханическом техникуме железнодорожного транспорта.
- В 2005 году получил квалификацию тренера по футболу и преподавателя физического воспитания в Национальном университете физического воспитания и спорта Украины.
- В 2007 году Президент Ющенко наградил его медалью Украины «За труд и победу» за выдающиеся заслуги.
- В 2008 году Международный институт менеджмента присвоил ему степень магистра делового администрирования (MBA) «для руководителей высшего звена».
- В 2011 году Национальная академия государственного управления присвоила ему квалификацию «Магистр контролируемого социального развития».

## Бизнес-проекты
- В 1995 году Москаленко был назначен исполнительным директором компании «Боуи».
- В 1999 году он основал Alpha-Trade SPE и занял должность директора.
- В 2003 году он основал компанию Synthesis LLC.

## Политическая деятельность
В 2006 году Москаленко был избран депутатом Вышгородского районного совета.
В 2007 году он был избран председателем Совета. На посту председателя Москаленко отстаивал идею восстановления Киево-Межигорского Свято-Преображенского казацкого монастыря или Межигорья, выступал против приватизации Межигорья и выступал за его превращение в историко-культурный заповедник.
В 2008 году Совет обратился к президенту Виктору Ющенко с просьбой выполнить эти ходатайства, однако выполнены они не были.
В апреле 2010 года стал главой Вышгородской районной администрации. В августе того же года стал первым заместителем главы Киевской областной государственной администрации.
На парламентских выборах 2012 года Москаленко был избран в Верховную Раду как народный депутат от Партии регионов по избирательному округу № 96, набрав 38,97% голосов.
На парламентских выборах 2014 года был переизбран в Верховную Раду Украины как независимый депутат, набрав 26,28% голосов. Однако, он был членом партии «Европейская суверенная Украина» (ныне «Народная воля»), которая является беспартийной политической группой в Раде.
Москаленко снова был независимым кандидатом в избирательном округе № 96 (расположенном в Киевской области ) на выборах в Верховную Раду Украины 2019 года, но он занял второе место с 18,03% голосов (и таким образом уступил свое депутатское место) Ольге Василевской-Смаглюк из «Слуги народа», которая набрала 41,85% голосов.

## Личная жизнь
- Женат, жена — Инна;
- дочери:
  - Дарья и
  - Марьяна.